# Župnija Gornja Ponikva
Župnija Gornja Ponikva je rimskokatoliška teritorialna župnija dekanije Šaleška dolina škofije Celje.
Do 7. aprila 2006, ko je bila ustanovljena škofija Celje, je bila župnija del savinjsko-šaleškega naddekanata škofije Maribor.

## Sakralni objekti
- Cerkev sv. Pankracija, Ponikva pri Žalcu (župnijska cerkev)